# Amina Abubakar Bello
Amina Abubakar Bello, née en 1973, est la Première Dame de l'État du Niger, au Nigéria. Elle est également obstétricienne, gynécologue et militante des droits de l'homme.

## Biographie
Bello est née en 1973 à Benin City, dans l'État d'Edo, au Nigéria. Elle est la fille de l'ancienne juge en chef de l'État du Niger, Fati Lami et de l'ancien chef d'État, le général Abdulsalami Abubakar. Elle fait ses études supérieures à l'Université Ahmadu-Bello, au Nigéria, et au Royaume-Uni. Elle est médecin et spécialisée en obstétrique et gynécologie,,. Lorsque son mari, 
Abubakar Sani Bello, prête serment comme gouverneur de l'État du Niger, Bello effectue un service bénévole à l'hôpital général de Minna, où elle soigne des patients.
En 2016, Bello crée la Fondation Raise. Cette organisation milite pour une meilleure santé des femmes, notamment dans les domaines du dépistage et du traitement du cancer du sein et du col de l'utérus, soulignant que le cancer du col de l'utérus est la quatrième cause de décès chez les femmes et touche environ 4,1 millions de personnes. De plus, au moins 80% des personnes infectées sont originaires de pays à revenu faible ou intermédiaire comme le Nigéria. Grâce à sa fondation et au soutien de la Fondation Mainstream, Bello crée à Kontagora, un centre de développement pour les femmes ultramoderne, destiné à fournir des soins de santé aux femmes atteintes de fistule vésico-vaginale (FVV).
Dans le cadre de son plaidoyer pour les campagnes de lutte contre le cancer du sein, elle souligne le rôle essentiel des chefs religieux : « Nous devons faire la distinction entre religion et santé. Nous ne pouvons pas aller à l’église ou à la mosquée pour que nos pasteurs et nos imams nous soignent contre le cancer. Oui, nous pouvons prier, car seul Dieu peut nous guérir, mais Dieu nous a donné les outils nécessaires pour y parvenir, ». Bello plaide pour la création de crèches au sein des organisations gouvernementales et non gouvernementales au Nigéria afin de faciliter l’allaitement maternel exclusif chez les mères allaitantes.
En tant que présidente du Comité de gestion de la VBG, elle plaide pour la promulgation de lois contre la violence basée sur le genre dans l'État du Niger, soulignant la nécessité d'établir davantage de centres de référence dans tous les hôpitaux généraux de l'État pour lutter contre le viol et autres abus,. Elle est également une défenseure de l'éducation des femmes car elle est d'avis que les filles ont prouvé au fil du temps que lorsqu'elles ont accès à l'éducation, à l'acquisition de compétences et aux opportunités, elles ne seront pas seulement des agents de changement mais aussi des modèles positifs dans la société. Cherchant l'inclusion des femmes dans les postes nommés et électifs, elle appelle à un changement des discours religieux et traditionnels.
Concernant l'insécurité, elle exprime sa consternation face au traitement inhumain infligé aux garçons d'une école de Tagina enlevés sous la menace d'une arme à feue et conseille aux victimes de ne pas laisser ce vilain incident les démoraliser et les empêcher d'aller à nouveau à l'école. Lors du début de la deuxième phase de vaccination contre la COVID-19 dans l'État du Niger, elle exhorte les citoyens à être plus conscients de la nature dangereuse de la pandémie. Elle exprime également son opposition aux agitateurs et aux sécessionnistes et les exhorte à repenser leurs intentions d'un Nigéria divisé.
En 2021, elle est accusée par certains de corruption : elle aurait reçu 100 millions de nairas de partenaires pour fôrer un puits et acheter des camions-citernes afin d'approvisionner en eau des clients potentiels , ce qu'elle a nie,.

## Vie privée
Elle est l'épouse du gouverneur de l'État du Niger, Abubakar Sani Bello.